# Contea autonoma dai, lahu e va di Menglian
La contea autonoma dai, lahu e va di Menglian (孟连傣族拉祜族佤族自治县S, Mènglián Dǎizú Lāhùzú Wǎzú ZìzhìxiànP) è una contea della Cina, situata nella provincia di Yunnan e amministrata dalla prefettura di Pu'er.